# 澳門乙組足球聯賽
澳門乙組足球聯賽是澳門足球總會屬下的業餘足球聯賽，是澳門業餘聯賽系統的第2等級聯賽。

## 賽制
- 2016年的澳門乙組聯賽有 10 支球隊參賽，聯賽採取雙循環賽制比賽，每支隊伍與各球隊對賽兩次。但是由於所有球會都沒有所屬的球場，因此所有賽事都會安排在澳門科技大學運動場以及蓮峰球場舉行。

- 每支球隊共進行 18 場賽事。每場勝仗可得 3 分，和局得 1 分，負仗則 0 分，按各隊於聯賽所得的積分排列。

- 每賽季冠軍及亞軍來季會升上甲組作賽，積分榜最後3名將降落丙組作賽。[1]

## 參賽球隊
2022年澳門乙級足球聯賽參賽隊伍共有 10 支。
- 恆勢
- 台星
- 澳門大學[錨點失效]
- 競技
- 晴宇
- 千葉
- 炮兵
- 青年文娛
- 萬冠
- 康樂

## 近年成績
| 年度   | 冠軍       | 亞軍         | 季軍           |
| ------ | ---------- | ------------ | -------------- |
| 2008年 | 加義       | 炮兵         | 澳門海關       |
| 2009年 | 澳門波爾圖 | 關帝文化     | 鴻毅           |
| 2010年 | 鴻毅       | 藍英         | U-18發展隊     |
| 2011年 | 關帝文化   | 澳門賓菲加   | 振威           |
| 2012年 | 鄒北記     | 基聯         | 葡人之家       |
| 2013年 | 澳門士砵亭 | 勵馳         | 四十八         |
| 2014年 | 葡人之家   | 雀聯         | 康樂           |
| 2015年 | 羅梁       | 基聯         | 楊興           |
| 2016年 | 澳門發展隊 | 青鋒         | 康樂           |
| 2017年 | 恆勢       | 澳門海關     | C.D.F. BENFICA |
| 2018年 | 添益       | 澳門發展隊   | 康樂           |
| 2019年 | 葡人之家   | 聯樂         | 炮兵           |
| 2021年 | 太陽城     | 本菲卡足球會 | 青年文娛       |
| 2022年 | 恆勢       | 台星         | 澳門大學       |
| 2023年 | 嘉華       | 澳門大學     | 澳門千葉       |
| 2024年 | 少將       | 伊伏千葉     | 康樂           |

## 外部連結
- 澳門足球總會官方網站 （页面存档备份，存于） （繁體中文）